# U-Bahnhof Eberswalder Straße

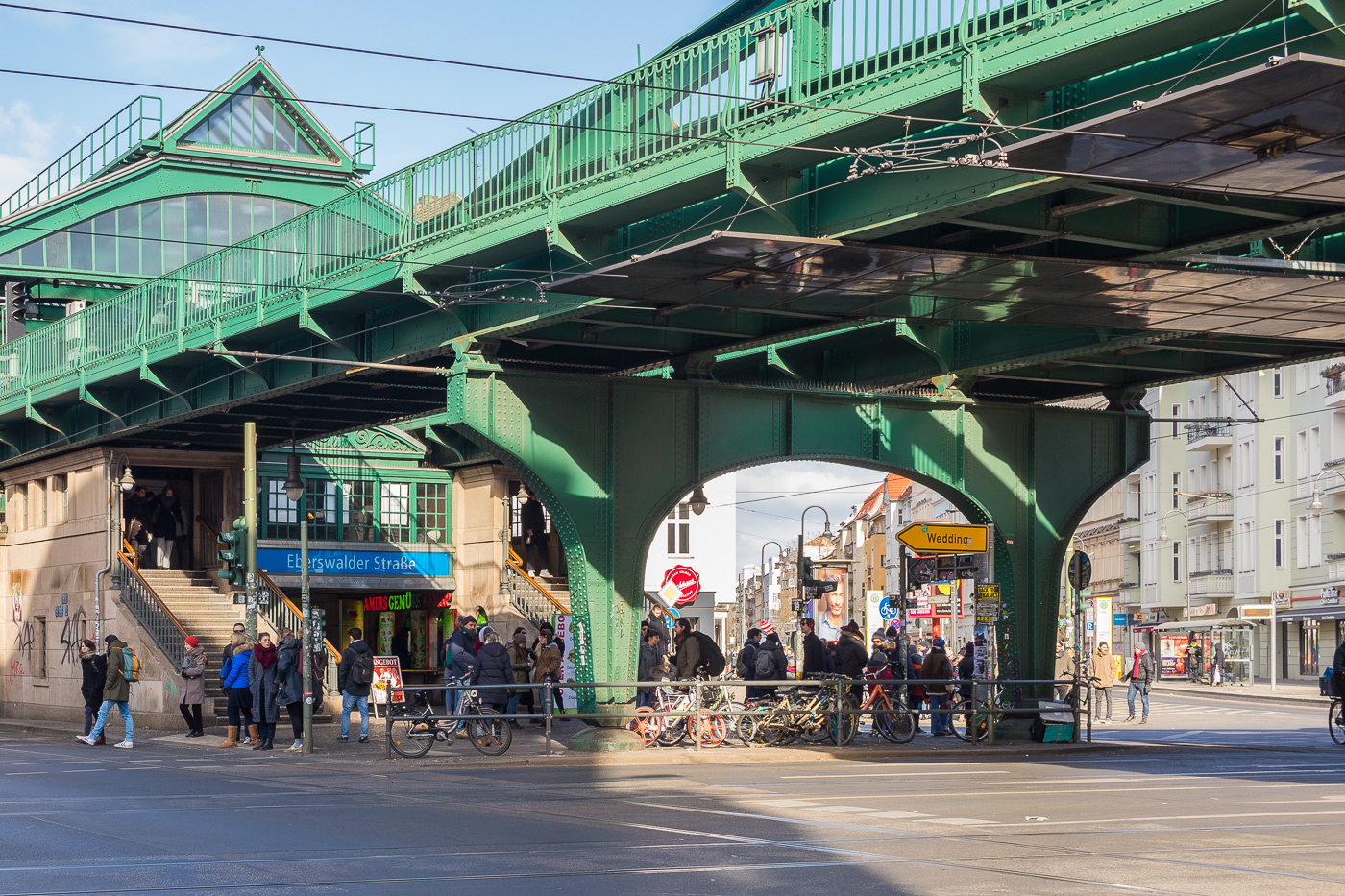
U-Bahnhof Eberswalder Straße (2018)

Der U-Bahnhof Eberswalder Straße ist eine Hochbahnstation der U-Bahn-Linie U2 im Ortsteil Prenzlauer Berg des Berliner Bezirks Pankow. Er befindet sich an der Schönhauser Allee kurz hinter der Kreuzung der Eberswalder / Danziger Straße mit der Kastanien- / Pappelallee. Der von der Hochbahngesellschaft unter dem Namen Danziger Straße am 27. Juli 1913 eröffnete Bahnhof hieß von 1950 bis 1990 Dimitroffstraße und wird von der BVG unter dem Kürzel EB geführt.
Rund 80 Meter südlich befindet sich unter dem Viadukt der Hochbahn seit 1960 Konnopkes Imbissbude.

## Geschichte

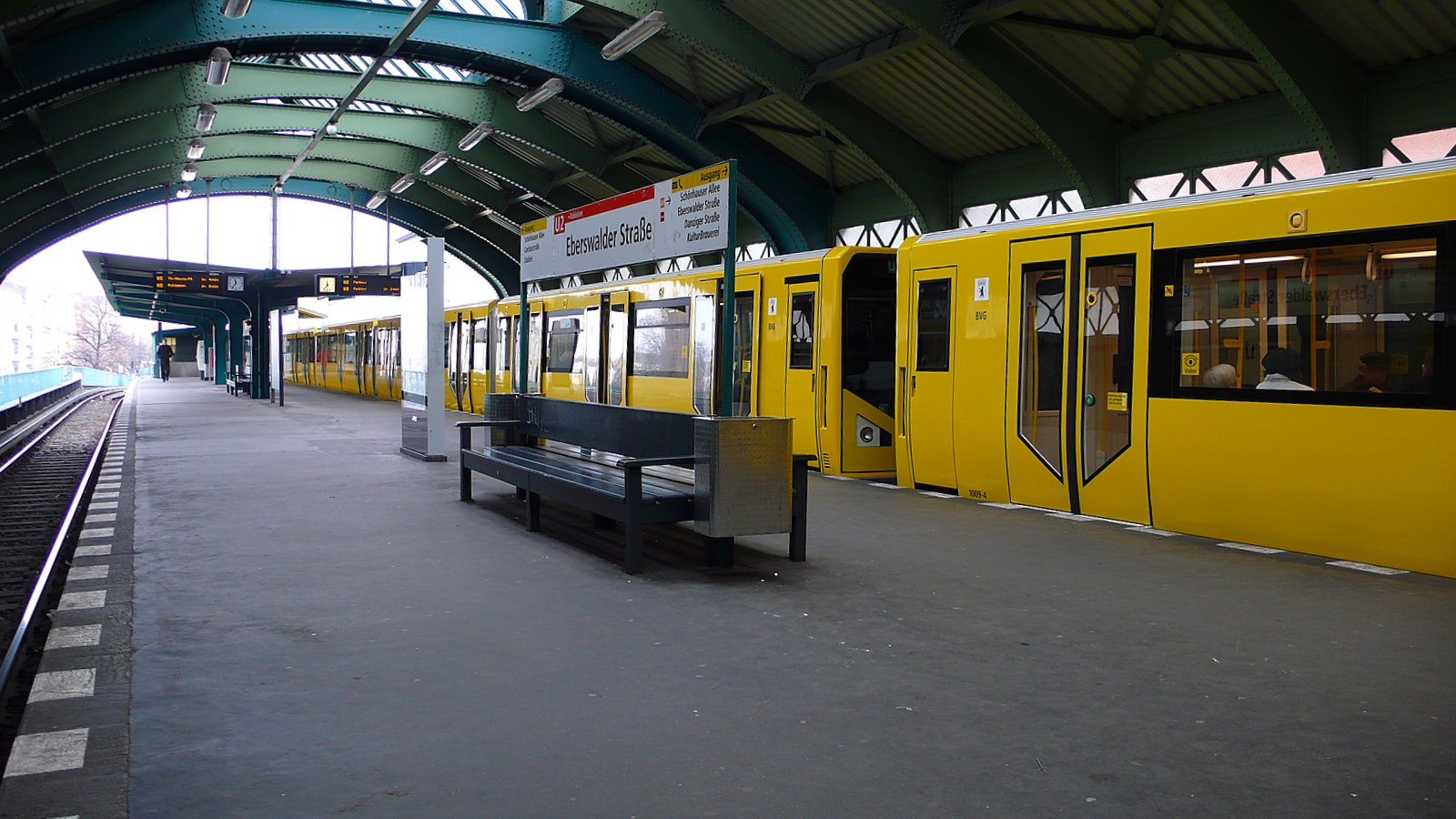
Bahnsteig

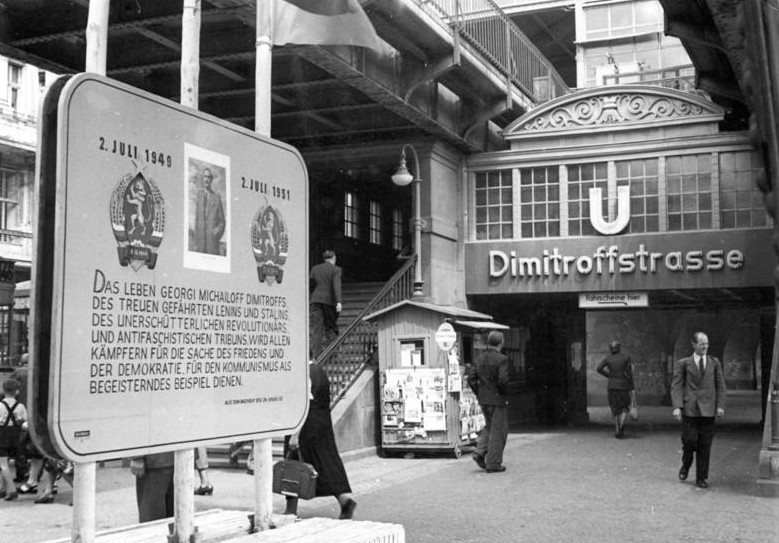
U-Bahnhof Dimitroffstraße (1951)

Im Jahr 1905, drei Jahre nach Inbetriebnahme der ersten Hochbahnstrecke Berlins forderte die damals noch selbstständige Landgemeinde Pankow einen Anschluss an das Netz. Nach Ausarbeitung eines konkreten Linienverlaufs wurde im März 1910 die Genehmigung zum Weiterbau der Centrumslinie vom U-Bahnhof Spittelmarkt über den Alexanderplatz und entlang der Schönhauser Allee bis zum Nordring genehmigt. Zunächst favorisierte die Hochbahngesellschaft eine durchgehende Tunnelstrecke. Wie bereits zuvor bei der Centrumslinie wollte sie anliegende Grundstücke aufkaufen, um so Anwohnerklagen bezüglich des Tunnelbaus entgegenzuwirken. Da diese Methode jedoch bereits hinlänglich bekannt war, stiegen die Grundstückspreise entlang der Schönhauser Allee vor Baubeginn drastisch, sodass die Gesellschaft gezwungen war, um Kosten zu sparen, das letzte Teilstück als Hochbahn anzulegen. Die Lösung hatte allerdings auch den Vorteil, dass nun eine problemlose Querung des Nordrings, der an dieser Stelle im Einschnitt verläuft, möglich war. Alfred Grenander und Johannes Bousset schufen die Pläne. Nach rund zweijähriger Bauzeit konnte der Abschnitt Alexanderplatz–Nordring dem Verkehr übergeben werden.
Der Bahnhof befindet sich auf dem Mittelstreifen der Schönhauser Allee und verfügt über einen Mittelbahnsteig mit zwei Abgängen. Von dem 110 Meter langen Bahnsteig ist die südliche Hälfte mit einer Halle versehen, später wurde das Nordende ebenfalls mit einer einstützigen Dachkonstruktion abgedeckt. Die Halle ist in genieteter Stahlbauweise erstellt worden und in Grün gehalten. Einen fast identischen Aufbau weist der Bahnhof Nordring (heute: Schönhauser Allee) als zweite Station der Hochbahnstrecke auf.

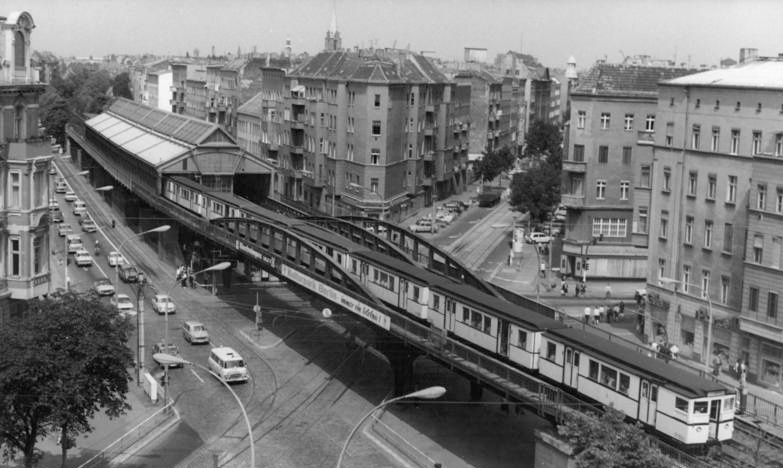
U-Bahnhof Dimitroffstraße (1984)

Nach dem Zweiten Weltkrieg und der Ausbesserung der damit verbunden gewesenen Schäden wurden Bahnhof und Straße 1950 in Dimitroffstraße – nach dem bulgarischen Ministerpräsidenten Georgi Dimitroff – umbenannt. Hinzu kam noch eine Gedenktafel für den 1949 verstorbenen Politiker.
Die politische Wende entfachte die Diskussion darüber, ob die Straße samt U-Bahnhof nicht umbenannt werden sollte. Während sich der damalige Bezirk Prenzlauer Berg gegen die Rückbenennung in Danziger Straße aussprach, befürwortete sie der Berliner Senat unter Führung von CDU und SPD. Die damaligen (Ost-)Berliner Verkehrsbetriebe (BVB), die sich dementsprechend an den Beschluss zu halten hatten, gingen 1990 einen Umweg und benannten die Station kurzerhand nach der Eberswalder Straße, der westlichen Verlängerung der Dimitroff- bzw. Danziger Straße. Der Name setzte sich nur langsam durch, zum Teil sprachen die Anwohner im Ortsteil auch Jahre danach noch vom „U-Bahnhof Dimitroffstraße“.
Nach einer weiteren Viaduktsanierung der Linie U2 ging Ende 2010 ein Aufzug in Betrieb, sodass der Bahnsteig nun barrierefrei zugänglich ist.

## Anbindung
| Linie | Verlauf |
| ----- | --- |
|       | Pankow – Vinetastraße – Schönhauser Allee – Eberswalder Straße – Senefelderplatz – Rosa-Luxemburg-Platz – Alexanderplatz – Klosterstraße – Märkisches Museum – Spittelmarkt – Hausvogteiplatz – Stadtmitte – Mohrenstraße – Potsdamer Platz – Mendelssohn-Bartholdy-Park – Gleisdreieck – Bülowstraße – Nollendorfplatz – Wittenbergplatz – Zoologischer Garten – Ernst-Reuter-Platz – Deutsche Oper – Bismarckstraße – Sophie-Charlotte-Platz – Kaiserdamm – Theodor-Heuss-Platz – Neu-Westend – Olympia-Stadion – Ruhleben |

Am U-Bahnhof bestehen Umsteigemöglichkeiten von der Linie U2 zu den Straßenbahnlinien M1, M10 und 12 und zur Nachtbuslinie N2 der BVG.